# 迹不等式
在数学中，有很多关于希尔伯特空间上的矩阵和线性算子的不等式。而迹不等式就是与矩阵的迹有关的算子不等式。

## 基本定义
令Hn表示n×n埃尔米特矩阵空间， Hn+表示全体n×n半正定埃尔米特矩阵，Hn++表示全体n×n正定埃尔米特矩阵。对于无限维希尔伯特空间上的算子，则需要迹类算子或埃尔米特算子，简单起见，此处我们只讨论矩阵。
对于任意实值函数 f 上的一个区间 I ⊂ℝ，通过在特征值上定义函数和相应投影P乘积，可以在任意特征值 λ 在I的算子A ∈ Hn上定义 矩阵函数 f(A) 如下： 
{\displaystyle f(A)\equiv \sum _{j}f(\lambda _{j})P_{j}~,} 假设有谱分解 {\displaystyle A=\sum _{j}\lambda _{j}P_{j}.}

### 算子的单调性
定义在区间 I ⊂ℝ上的函数 f: I → ℝ 是算子单调的 ，如果对于∀n，∀ A,B ∈ Hn 且特征值在 I中，有，
{\displaystyle A\geq B\Rightarrow f(A)\geq f(B),}
这里 A ≥ B 表示 A − B ≥ 0 ，即A − B是半正定的。 注意， f(A)=A2 不是 算子单调的!

### 算子的凹凸性
函数 {\displaystyle f:I\rightarrow \mathbb {R} } 是 算子凸的 如果对任意 {\displaystyle n} 和任意 A,B ∈ Hn 与特征值在 I的一对矩阵，在 {\displaystyle 0<\lambda <1}时有
{\displaystyle f(\lambda A+(1-\lambda )B)\leq \lambda f(A)+(1-\lambda )f(B).}
由于 {\displaystyle A} 和 {\displaystyle B} 有的特征值在 I中，注意矩阵 {\displaystyle \lambda A+(1-\lambda )B} 特征值也在 {\displaystyle I}中。
函数 {\displaystyle f} 是 算子凹的 如果 {\displaystyle -f} 是算子凸的，即上面关于 {\displaystyle f} 不等式的符号反过来也成立。

### 联合凸性
定义在区间 {\displaystyle I,J\subset \mathbb {R} } 上的函数{\displaystyle g:I\times J\rightarrow \mathbb {R} }是  联合凸的  ，如果对任意 {\displaystyle n} 和任意{\displaystyle A_{1},A_{2}\in \mathbf {H} _{n}} 且特征值在 {\displaystyle I} 中，和任意 {\displaystyle B_{1},B_{2}\in \mathbf {H} _{n}} 且特征值在 {\displaystyle J}中，在 {\displaystyle 0\leq \lambda \leq 1} 时有
{\displaystyle g(\lambda A_{1}+(1-\lambda )A_{2},\lambda B_{1}+(1-\lambda )B_{2})\leq \lambda g(A_{1},B_{1})+(1-\lambda )g(A_{2},B_{2}).}
一个功能 是  如果 是联合凸，即不平等以上为 g 是相反的。
函数  g 是 算子联合凹的 如果 −g 是联合凸的，即上面关于 g 不等式符号反过来成立。

### 迹函数
给定函数 f:ℝ→ℝ，相应地可在 Hn 上定义 迹函数
{\displaystyle A\mapsto \operatorname {Tr} f(A)=\sum _{j}f(\lambda _{j}),}
其中 A 有特征值 λ ，Tr表示算子的 迹 。

## 迹函数的凸性和单调性
设 f:ℝ→ℝ连续， n 是任意整数。 若 {\displaystyle t\mapsto f(t)} 是单调递增的，则迹函数 {\displaystyle A\mapsto \operatorname {Tr} f(A)} 在 Hn上也是单调递增的。
类似，如果 {\displaystyle t\mapsto f(t)} 是 凸的，则迹函数{\displaystyle A\mapsto \operatorname {Tr} f(A)} 在 Hn上也是凸的，它是严格凸的如果 f 严格凸。
证明和讨论可参考 中。